# Auditorio municipal de Albacete
El Auditorio Municipal de Albacete es un recinto para actividades musicales y escénicas situado en la ciudad española de Albacete.

## Historia
El edificio que alberga el Auditorio Municipal de Albacete es la casa consistorial de Albacete, el mismo que acoge al Ayuntamiento de Albacete, que fue inaugurado en 1986. De estilo clasicista, está edificado con piedra especial. Posee un gran reloj en la parte central de su fachada.

## Características
El Auditorio Municipal de Albacete se ubica en la plaza de la Catedral, en pleno centro de la ciudad, junto al ayuntamiento, la catedral y la casa de Hortelano, sede del Museo de la Cuchillería de Albacete. Está ubicado en el mismo edificio que alberga el Ayuntamiento de Albacete. 
Su entrada está situada en la parte lateral del edificio, la que da a la calle Martínez Villena. Tiene capacidad para 560 personas y cuenta con varios camerinos y taquilla. El hall del auditorio es usado para la realización de exposiciones de muy diversa índole.

## Banda Sinfónica Municipal de Albacete
El Auditorio de Albacete es la sede permanente de la Banda Sinfónica Municipal de Albacete, donde ofrece los ciclos de conciertos anuales de otoño e invierno.